# Накано Такасі
Накано Такасі (21 липня 1984) — японський плавець.
Учасник Олімпійських Ігор 2008 року.
Призер Азійських ігор 2005 року.
Призер літньої Універсіади 2003, 2005, 2007 років.